# Fehlfarben
I Fehlfarben sono un gruppo musicale post-punk tedesco. Il nome della band deriva da un termine tedesco riferito all'errato uso dei colori nella stampa: il cantante Peter Hein si occupava proprio di questo quando lavorava alla Xerox.

## Storia dei Fehlfarben
I membri fondatori della band sono stati Peter Hein (voce, ex Mittagspause), Thomas Schwebel (chitarra, ex Mittagspause e S.Y.P.H.), Michael Kemner (basso, ex 20 Colours, Mau Mau, D.A.F., Y.O.U.), Frank Fenstermacher (sassofono, più tardi Der Plan), Markus Oehlen e Uwe Bauer (batteria, ex Mittagspause e Materialschlacht).

## Discografia

### Album in studio
- 1980 - Monarchie und Alltag
- 1981 - 33 Tage in Ketten
- 1983 - Glut und Asche
- 1991 - Die Platte des Himmlischen Friedens
- 1993 - Live
- 1995 - Popmusik und Hundezucht
- 2002 - Knietief im Dispo
- 2006 - 26½
- 2007 - Handbuch für die Welt
- 2010 - Glücksmaschinen

### Singoli
- 1980 - Abenteuer & Freiheit / Große Liebe
- 1981 - Das Wort ist draußen / Wie bitte was?!
- 1982 - Ein Jahr (Es geht voran)
- 1982 - 14 Tage / Feuer an Bord
- 1983 - Tag und Nacht
- 1983 - Agenten in Raucherkinos
- 1985 - Keine ruhige Minute / Der Himmel weint
- 1991 - In Zeiten wie diesen
- 2002 - Club der schönen Mütter
- 2003 - Alkoholen
- 2010 - Wir warten (Ihr habt die Uhr, wir die Zeit)